# Давидівка (річка)
Дави́дівка — річка в Україні, у межах Львівського та Стрийського районів Львівської області. Права притока Лугу (басейн Дністра).

## Опис
Довжина 44 км. Площа басейну 283 км². Давидівки типово рівнинна річка. На окремих ділянках річище відрегульоване і (в нижній течії) каналізоване.

## Розташування
Давидівка бере початок на південно-східній околиці Львова, на північний захід від села Давидів. Тече в межах Львівського плато, Львівського Опілля, а біля гирла — Ходорівського Опілля. Спочатку приблизно 9 км тече з північного заходу на південний схід, потім повертає на південь, і ближче до гирла — знову на південний схід. Впадає до Лугу на південь від Отиневицького ставу.
Найбільші притоки: Суходілка, Рудка (праві).
Від витоків до гирла Давидівка протікає через чимало сіл і вздовж залізниці Львів — Івано-Франківськ. Це вкрай негативно позначається на екологічному стані річки.